# فريدريك أ. جيبس
فريدريك أ. جيبس (بالإنجليزية: Frederic A. Gibbs)‏ هو أستاذ جامعي وعالم أعصاب أمريكي، ولد في 9 فبراير 1903، وتوفي في 18 أكتوبر 1992 في نورث بروك في الولايات المتحدة.